# Jacob Bausager
Jacob Bausager (født 23. januar 1960 i Roskilde, død 15. marts 2001 på Holbækmotorvejen) var en dansk professionel cykelrytter. I 1982 kørte han Giro d'Italia på samme hold som sin storebror Per Bausager.

## Død
Jacob Bausager døde efter en trafikulykke på Holbækmotorvejen. Under et kraftigt snevejr var en bil forulykket ved autoværnet. Bausager var stoppet som den første, og blev efterfølgende ramt af en bil, da han ville krydse vejen for at tilse den forulykkede bil.